# 铺前基督教堂

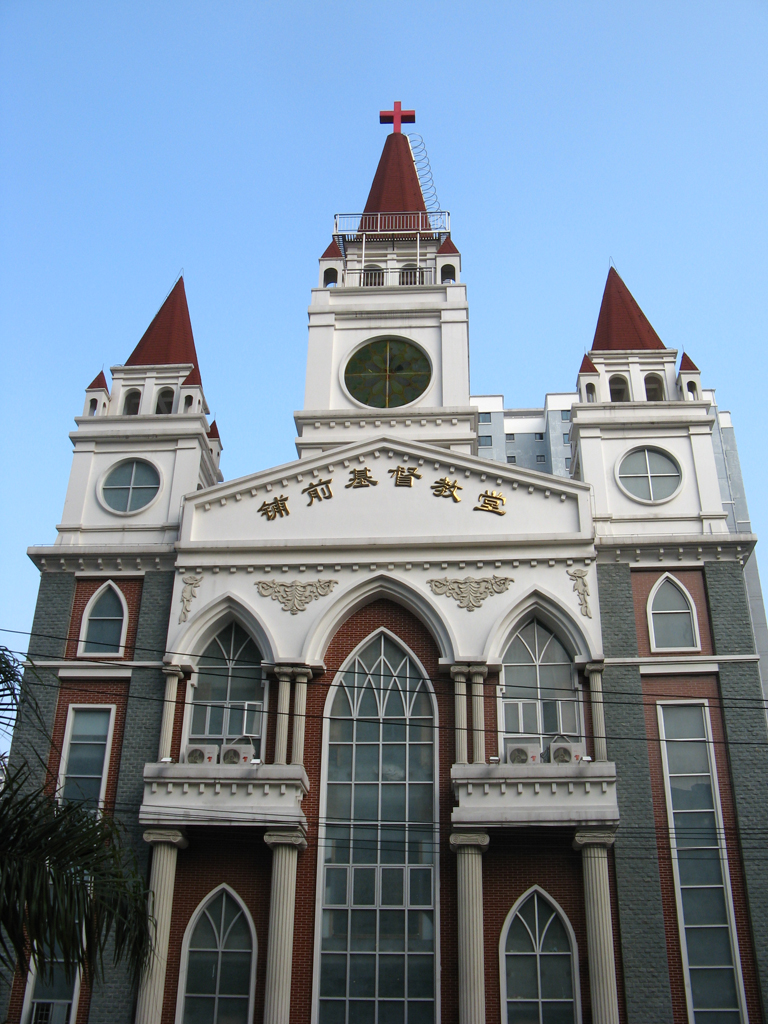
铺前堂

铺前顶救主堂是中国福建省福州市的一座基督教堂，位于台江区八一七中路772号。
该堂由美国公理会差会传教士杨顺于1858年创建，是该会在福建建造的第一座教堂，位于福州铺前顶保福山。1947年在这里举行基督教传入福州100周年纪念大会。
1959年，在大跃进的形势下，让出大教堂办革新纸品厂，聚会移至小堂。1966年文革中彻底关闭，完全被工厂占用。1990年1月7日改名铺前堂重新开放。1994年该堂有信徒2000人。
2008年在旧城改造中拆除，搬迁至橫街巷以南重建。